# Darko Kovačević
Darko Kovačević (în sârbă Дарко Ковачевић; n. 18 noiembrie 1973, Kovin, RSF Iugoslavia, astăzi în Serbia) este un fotbalist sârb care a evoluat la clubul Olympiakos Pireu pe postul de atacant.

## Internațional
| Serbia și Muntenegru/ Serbia | Serbia și Muntenegru/ Serbia | Serbia și Muntenegru/ Serbia |
| An                           | Meciuri                      | Goluri                       |
| ---------------------------- | ---------------------------- | ---------------------------- |
| 1994                         | 1                            | 0                            |
| 1995                         | 6                            | 3                            |
| 1996                         | 4                            | 0                            |
| 1997                         | 4                            | 0                            |
| 1998                         | 11                           | 1                            |
| 1999                         | 6                            | 1                            |
| 2000                         | 8                            | 1                            |
| 2001                         | 4                            | 0                            |
| 2002                         | 7                            | 3                            |
| 2003                         | 7                            | 1                            |
| 2004                         | 1                            | 0                            |
| Total                        | 59                           | 10                           |

## Palmares
- Prima Ligă Iugoslavă: 1995
- Cupa Iugoslaviei: 1995, 1996
- Superliga Greacă: 2007–2008
- Supercupa Greciei: 2007
- Cupa Greciei: 2008